# Bahamas (Zeitschrift)
Bahamas ist eine politische Zeitschrift. Gegründet von einem Personenkreis rund um Justus Wertmüller, war die Bahamas bis zur Distanzierung im Vorfeld der Bahamas-Konferenz 2009 die führende Zeitung des sich selbst als antideutsch bezeichnenden Spektrums. Seitdem distanziert sich die Bahamas von den „abgehangenen Attributen“ kommunistisch, israelsolidarisch und antideutsch und hat die Begrifflichkeit „ideologiekritisch“ als neuen zentralen Bezugspunkt eingeführt. Im Kontext der COVID-19-Pandemie kam es zu einer Spaltung der Redaktion und zu Neugründungen.

## Geschichte
Gegründet wurde die Bahamas 1992 in Hamburg durch die damals von der Minderheitsfraktion des aufgelösten Kommunistischen Bundes (KB) gebildete Gruppe K, eine einst maoistische Gruppe. In einer Auseinandersetzung soll Knut Mellenthin, ein Sprecher der Mehrheit, der Minderheit wegen ihrer pessimistischen Aussteigerhaltung nahegelegt haben, doch „auf die Bahamas auszuwandern“. Die KB-Minderheit/Gruppe K griff dies ironisch in der Namensgebung ihres Publikationsorgans auf. Ein Mitglied und Mitherausgeber war damals der Journalist Jürgen Elsässer, der 1990 im Vorläufer, der KB-Zeitung Arbeiterkampf, den programmatischen Artikel Warum die Linke antideutsch sein muß, geschrieben hatte.
Unter der Berufung auf die Kritische Theorie, insbesondere auf Theodor W. Adorno, wurde eine weitergehende Distanzierung von überkommenen Positionen der Linken vollzogen und nun der Antisemitismus in den Fokus gerückt.
2006 erwähnte das Landesamt für Verfassungsschutz Nordrhein-Westfalen die Bahamas in der Publikation Die Antideutschen – kein vorübergehendes Phänomen als Szeneblatt des linksradikalen Spektrums der Antideutschen. Rudolf van Hüllen ordnet die Bahamas innerhalb der linksradikalen Szene als „informelle[s] ideologische[s] Zentralorgan der Antideutschen“ ein.

## Positionen und aktuelle Entwicklungen
Insbesondere zwischen 2015 und 2020 setzten sich in der Zeitschrift zunehmend Positionen durch, die in der Linken mehrheitlich nicht geteilt werden. Großen Raum nahmen z. B. Kritik an staatlichen Maßnahmen während der Corona-Pandemie, am Islam sowie der Klimabewegung ein. 
Anerkennung für ihre Positionen erhielt die Bahamas so u. a. vom österreichischen Publizisten, Aktivisten, Vordenker der Identitären Bewegung und Propagandisten der Remigration Martin Sellner.
Die bedingungslose Solidarität mit Israel erklärte man früh zum zentralen Prinzip. Seit dem terroristischen Angriff auf Israel ab dem 7. Oktober 2023 hat sich die bereits zuvor starke Auseinandersetzung mit Antisemitismus  intensiviert.

### Abspaltung und Neugründungen
Im Kontext der COVID-19-Pandemie kam es zu einer Spaltung der Redaktion in drei Teile. Die den Schutzmaßnahmen kritisch gegenüberstehenden Autoren um Thomas Maul, Felix Perrefort (Nius, Die Achse des Guten), Horst Pankow und die Betreiber der Neuköllner Kneipe Laidak gründeten die ephemere Zeitschrift „Der Erreger“. Zuvor störten Maul und Pankow am 16. September 2021 die Eröffnung der Berliner Volksbühne unter René Pollesch. Ein zweites Heft erschien im Sommer 2022.
Als weitere Neugründung folgte die Zeitschrift „Casa blanca“, an der neben Magnus Klaue, Clemens Nachtmann, Gunther Nickel, Vojin Saša Vukadinović auch die „Erreger“-Autoren Leo Krovich und Thomas Maul als Autoren beteiligt sind.

## Autoren
Ehemalige bzw. aktuelle Autoren der Zeitschrift Bahamas:
- Matthias Achersleben

- Klaus Anton

- Stefan Baum

- Thomas Becker

- Andreas Benl

- Reinhold Brenner

- Joachim Bruhn (1955–2019)

- Berthold Brunner

- Alex Carstiuc

- Manfred Dahlmann (1951–2017)

- Andrea Dielle

- Ingo Donnhauser

- Jonas Dörge

- Devi Dumbadze

- Knut Egbers

- Rajko Eichkamp

- Ulrich Enderwitz

- Mark Felton

- Michael Fischer

- Paulette Gensler

- Jan-Georg Gerber

- Knut Germar

- Nina Grebe

- Stephan Grigat

- Dominique Goubelle

- Tina Heinz

- Jörg Huber

- Martin Janz

- Nicole Jesen

- Jovan Jovanovic

- Franz Katz

- Fabian Kettner

- Magnus Klaue

- Katharina Klingan

- Christian Knoop

- Michael Koltan

- Uli Krug

- Matthias Küntzel

- Tjark Kunstreich

- Carlos Kunze

- Anton Landgraf (1964–2023)

- Daniel Laskell

- Lisa Lübars

- Marcel Malachowski

- Thomas Maul (1975–2025)

- Felix Mauser

- Mario Möller

- Jurek Molnar

- Elfriede Müller

- Clemens Nachtmann

- Karl Nele

- Horst Pankow

- Felix Perrefort

- Sonja Petersen

- Mario Poggia

- Sören Pünjer

- Lars Quadfasel

- Samuel Salzborn

- Gerhard Scheit

- Birgit Schmidt

- David Schneider

- Sabine Schulzendorf

- Sara Shostakovich

- Kerstin Stakemeier

- Martin Stobbe

- Dieter Sturm

- Stefan Vogt

- Bernd Volkert

- Christian Wagner

- Ingo Way

- Lisa Wegenstein

- Klaus Wehmeier

- Justus Wertmüller

- Philipp Westmark

- Heinz Willemsen

- Jutta Willutzki

- Natascha Wilting

- Philippe Witzmann

- Murat Yörük

- Otto Zeiger

Ex-Bahamas Autor Uli Krug wird von der Restredaktion eine aus ihrer Sicht zu unkritische Haltung zu den staatlichen Corona-Maßnahmen vorgeworfen. Er gehört keiner der beiden Fraktionen an.

## Belege
1. ↑  Ideologiekritisch und sonst nichts. aus: Bahamas. 57/2009 auf: redaktion-bahamas.org
2. ↑  Bernhard Schmid: Deutschlandreise in die „Bahamas“. Vom Produkt der Linken zur neo-autoritären Sekte. In: Gerhard Hanloser (Hrsg.): „Sie warn die Antideutschesten der deutschen Linken“. UNRAST-Verlag, Münster 2004, ISBN 3-89771-432-9, S. 25.
3. ↑  Jürgen P. Lang: Biographisches Porträt: Jürgen Elsässer, Baden-Baden 2016, S. 226f.
4. ↑  Justus Wertmüller: Bahamas – Ideologiekritisch und sonst nichts. In: redaktion-bahamas.org. 2009, archiviert vom Original (nicht mehr online verfügbar) am 4. März 2016; abgerufen am 3. Januar 2016 (57/2009).  Info: Der Archivlink wurde automatisch eingesetzt und noch nicht geprüft. Bitte prüfe Original- und Archivlink gemäß Anleitung und entferne dann diesen Hinweis.
Jörn Schulz: Tagung: Radikal pro Israel – Jüdische Allgemeine. In: juedische-allgemeine.de. 20. Februar 2014, abgerufen am 3. Januar 2016.
5. ↑  Innenministerium NRW: Die Antideutschen – kein vorübergehendes Phänomen (Memento vom 5. März 2017 im Internet Archive), mik.nrw.de, Oktober 2006. (PDF; 123 kB)
6. ↑  Bundeszentrale für politische Bildung: „Antiimperialistische“ und „antideutsche“ Strömungen im deutschen Linksextremismus, bpb.de, 5. Januar 2015.
7. ↑  Ann-Kathrin Leclere: Symposium über Antideutsche: Im Schwitzkasten der Ideologien. In: Die Tageszeitung: taz. 20. August 2024, ISSN 0931-9085 (taz.de [abgerufen am 15. Juni 2025]).
8. ↑  Redaktion Bahamas: Für Israel – Gegen die palästinensische Konterrevolution. (Memento des Originals vom 18. Mai 2017 im Internet Archive)  Info: Der Archivlink wurde automatisch eingesetzt und noch nicht geprüft. Bitte prüfe Original- und Archivlink gemäß Anleitung und entferne dann diesen Hinweis. Abgerufen am 29. April 2016.
9. ↑  Gegen die Sterilisierung des Lebens, von Peter Nowak, nd, 1. August 2021.
10. ↑  https://magazinredaktion.tk/corona_erreger_list.php?cat=broschuere
11. ↑  Polizei ermittelt nach Störaktion an der Volksbühne
12. ↑  In aller Ruhe: René Pollesch eröffnet die Volksbühne, Berliner Zeitung 17. September 2021
13. ↑  Christoph Lövenich: Gründe genug, sich zu erregen. Abgerufen am 11. Juni 2025.
14. ↑  „Der Westen ist einsam“, Ruhrbarone 11. Juni 2024
15. ↑  Casa Blanca-homepage
16. ↑  Bahamas – Heft-Archiv (Memento des Originals vom 12. April 2020 im Internet Archive)  Info: Der Archivlink wurde automatisch eingesetzt und noch nicht geprüft. Bitte prüfe Original- und Archivlink gemäß Anleitung und entferne dann diesen Hinweis. In: redaktion-bahamas.org, abgerufen am 24. Juli 2019.
17. ↑  https://jungle.world/autorin/uli-krug
18. ↑  https://edition-tiamat.de/unsere-autoren/krug-uli
19. ↑  https://www.ca-ira.net/verlag/buecher/krug-wert-es/